# Мича, Франтишек Вацлав
Франтишек Вацлав Ми́ча (чеш. František Antonín Václav Míča; 5 сентября 1694, Тршебич — 15 февраля 1744, Яромержице-над-Рокитноу) — чешский композитор.
С 1722 работал в имении графа Иоганна-Адама Квестенберга в моравском городке Яромержице. Основную часть творчества Мичи составляют оперы-сериа, серенады, кантаты и оратории к праздникам, выдержанные в духе итальянского барокко. Часть пасхальных ораторий Мичи (так называемые sepolcri) написана на чешские тексты, например, «Krátké rozjímání» (1728) и «Obviněná nevinost» (1729). Наиболее известна опера Мичи «О происхождении Яромержице» (итал. L’Origine di Jaromeriz in Moravia, 1730; на итальянское либретто, позже переведённое на чешский и немецкий языки), в итальянской стилистике, напоминающей оперы А. Кальдары.
Племянником Франтишека Вацлава Мичи был композитор Франтишек Адам Мича (1746-1811), которому принадлежит симфония D-dur, некоторое время приписывавшаяся его дяде.